# Roman Holiday
Roman Holiday là một bộ phim hài lãng mạn năm 1953. Bộ phim này đã giới thiệu hình ảnh của huyền thoại điện ảnh gốc Vương quốc Liên hiệp Anh và Bắc Ireland Audrey Hepburn đến với khán giả Mỹ, và bà đã giành được Giải Oscar cho nữ diễn viên chính xuất sắc nhất cho vai diễn công chúa Ann trong phim này. Gregory Peck và Eddie Albert thủ vai nam chính. Bộ phim được đạo diễn và sản xuất bởi William Wyler, biên kịch John Dighton và Dalton Trumbo.
Vào thập niên 70, cả Peck và Hepburn đều có ý định đóng phần tiếp theo nhưng dự án này không bao giờ được thực hiện. Bộ phim được làm lại trên truyền hình năm 1987 với sự diễn xuất của Tom Conti và Catherine Oxenberg, cũng xuất thân từ dòng dõi hoàng gia châu Âu.

## Nội dung

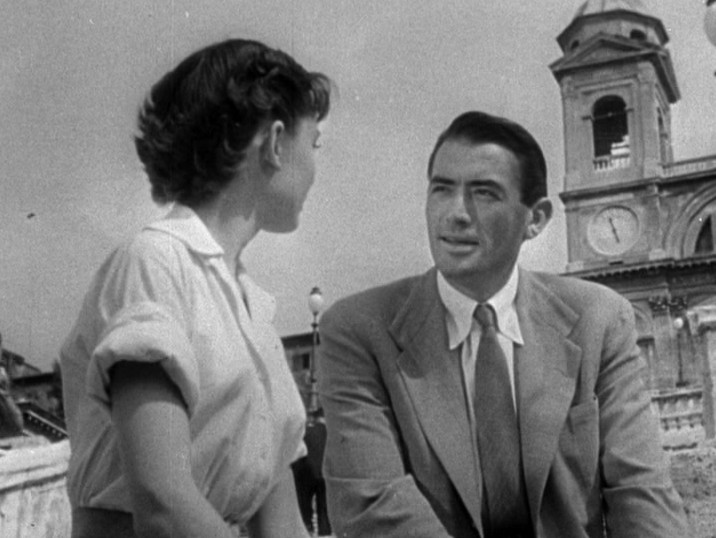
Một cảnh trong phim.

Nàng công chúa Ann (Audrey Hepburn) là biểu tượng tao nhã mẫu mực của vương quốc trong chuyến công du châu Âu. Nàng được hàng nghìn người Anh nghênh tiếp. Sau ba ngày thăm cung điện Buckingham, Ann bay đến Amsterdam rồi sau đó đến Paris, và cuối cùng là Roma.
Sắc diện quý phái thanh tao luôn thường trực trên gương mặt, trang phục và hành xử của nàng mỗi khi xuất hiện trước công chúng theo đúng nghi thức ngoại giao. Mặc dù vậy, trong lòng nàng đã chán ngấy cuộc sống hoàng tộc bó buộc vì không được sống thỏa thích với chính con người mình.
Một buổi tối, nhìn ra ngoài cửa sổ, nơi một nửa thế giới đang sống cuộc sống thường nhật của họ, Ann khao khát được bay nhảy nơi ấy, nàng gào lên "Thôi đi" khi được nhắc nhở về một lịch trình kín mít của ngày hôm sau: thăm trại trẻ mồ côi, họp báo, ăn trưa với bộ ngoại giao... với sự lịch thiệp như thế nào, ăn mặc ra sao, dùng những đồ trang sức gì... Cô quyết định sẽ tự mình khám phá Rome. Công chúa Ann bỏ trốn ra ngoài chơi.

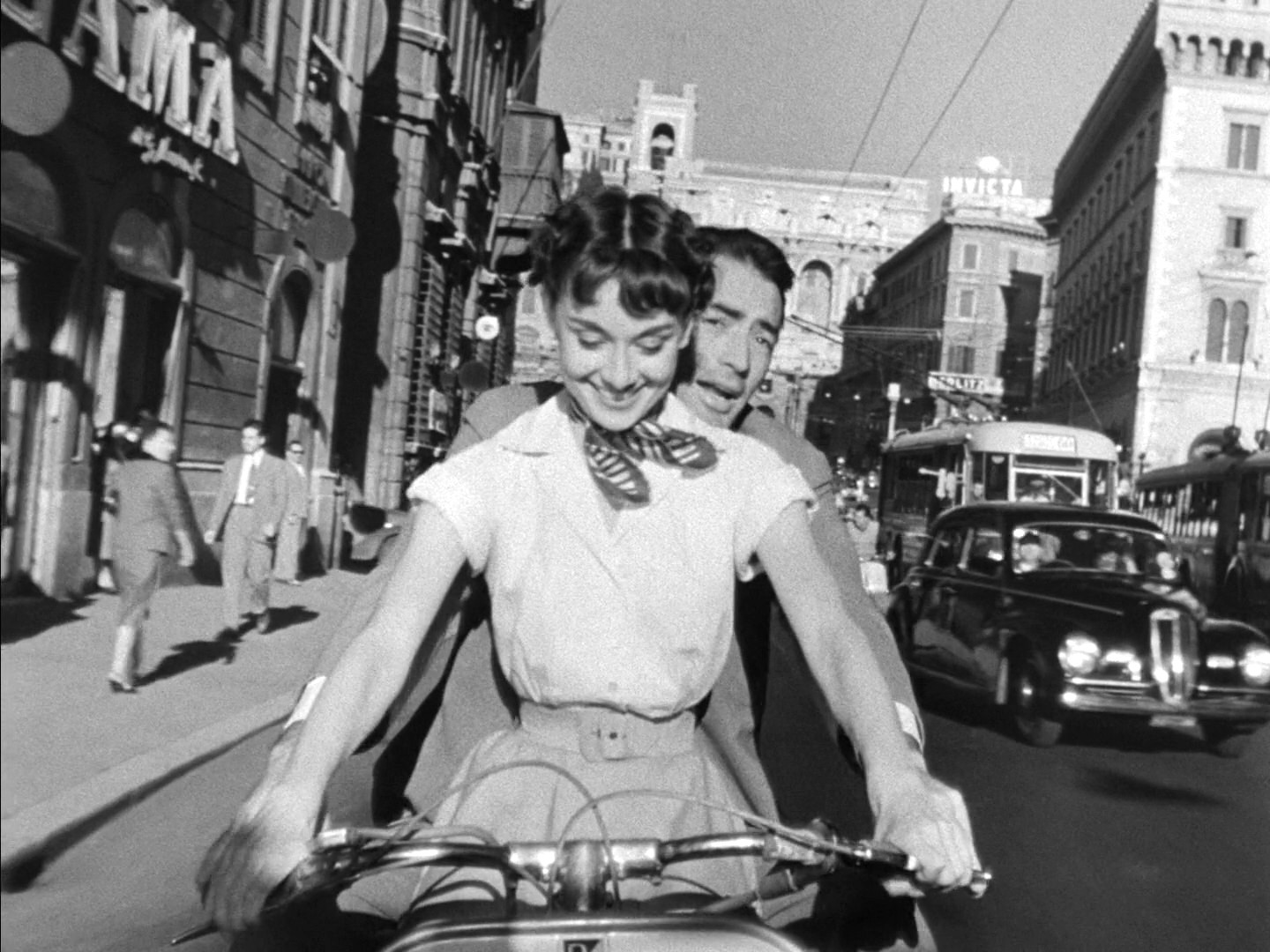
Hepburn và Peck cưỡi trên chiếc Vespa du ngoạn khắp Rome.

Không may, nàng công chúa đáng yêu không biết mình đã bị tiêm thuốc ngủ trước khi lẻn ra ngoài. Hậu quả là nàng nằm vật vờ cho đến khi chàng phóng viên người Mỹ Joe Bradley (Gregory Peck) tình cờ đi qua. Joe chú ý đến nàng bởi sự vô lý hiển hiện ở con người này, trang phục sang trọng, phong thái tao nhã, nhưng lại nằm trên phố như một kẻ say rượu và không có một xu dính túi. Mãi đến hôm sau chàng phóng viên trẻ mới biết rõ tung tích của người anh vừa ra tay nghĩa hiệp chính là nàng công chúa mà anh đang có kế hoạch phỏng vấn.
Ngày hôm sau, tờ Rome American đưa tin hoãn kế hoạch trong ngày của công chúa Ann do nàng bị ốm. Joe bất ngờ nảy ra một chuyên mục và bỏ ra một ngày dẫn Ann đi tham quan thành Rome và tình nguyện làm hướng dẫn viên du lịch cho nàng công chúa. Ann thú vị và bất ngờ khi được khám phá ra thế giới mà nàng chưa từng biết đến. Chàng phóng viên trẻ vốn ham mê những bài báo hơn tất thảy bỗng cảm thấy trái tim mình rung động...
Cuối cùng Ann cũng chọn con đường quay về với thế giới của cô. Cuộc du ngoạn ngẫu hứng chỉ là nhất thời. Cô phải bỏ lại sau lưng cuộc sống tự do bên ngoài. Trong cảnh cuối cùng, Ann lặng lẽ bước đi, tiếng chân nặng nề, cánh cửa đóng sầm lại, những ngày tháng vui tươi trong trẻo đã là quá khứ.

## Diễn viên
- Gregory Peck ... Joe Bradley
- Audrey Hepburn ... Công chúa Ann ('Anya Smith')
- Eddie Albert ... Irving Radovich
- Harcourt Williams ... Đại sứ Vương quốc của Ann
- Margaret Rawlings ... Nữ bá tước Vereberg
- Tullio Carminati ... Tướng Provno
- Paola Borboni ... Hầu phòng
- Laura Solari ... Thư kí

## Giải thưởng và đề cử

### Giải thưởng

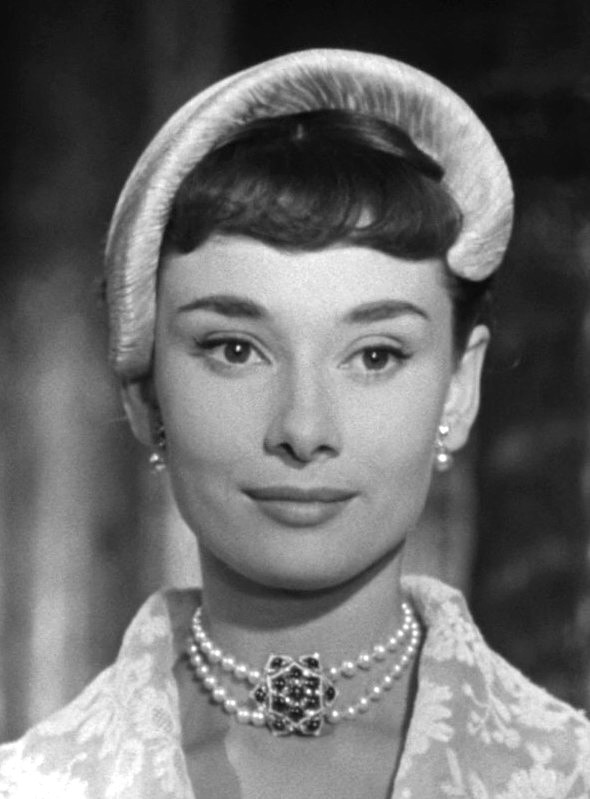
Audrey Hepburn vai công chúa Ann ('Anya Smith')

- Giải Oscar cho nữ diễn viên chính xuất sắc nhất - Audrey Hepburn) [1]
- Giải BAFTA cho nữ diễn viên chính xuất sắc nhất - Audrey Hepburn
- Giải Quả cầu vàng cho nữ diễn viên phim chính kịch xuất sắc nhất - Audrey Hepburn
- Giải NYFCC cho nữ diễn viên xuất sắc nhất - Audrey Hepburn
- Giải Oscar cho thiết kế trang phục - Edith Head
- Giải Oscar cho kịch bản gốc hay nhất - Ian McLellan Hunter và Dalton Trumbo

### Đề cử
- Giải Oscar cho phim hay nhất
- Giải BAFTA cho phim hay nhất
- Giải Oscar cho đạo diễn xuất sắc nhất - William Wyler
- Giải Oscar cho nam diễn viên phụ xuất sắc nhất - Eddie Albert
- Giải BAFTA cho nam diễn viên nước ngoài xuất sắc nhất — (Eddie Albert)
- Giải BAFTA cho nam diễn viên nước ngoài xuất sắc nhất — (Gregory Peck)
- Giải Oscar cho chỉ đạo nghệ thuật xuất sắc nhất - Hal Pereira & Walter H. Tyler
- Giải Oscar cho quay phim xuất sắc nhất - Franz Planer & Henri Alekan
- Giải Oscar cho biên tập phim xuất sắc nhất - Robert Swink
- Giải Oscar cho kịch bản chuyển thể hay nhất - Ian McLellan Hunter & Dalton Trumbo

### Vinh dự
- Năm 1999, Roman Holyday được Thư viện quốc hội Mỹ chọn bảo tồn trong Viện lưu trữ phim quốc gia Mỹ bởi "tính văn hóa, lịch sử và dấu hiệu thẩm mĩ"
- Danh sách của AFI
  - 2008 -10 phim của 10 thể loại #4 - Hài lãng mạn
  - 2002 -100 phim tình cảm #14